# 弗里曼維爾 (阿拉巴馬州)
弗里曼維爾（英語：Freemanville）是一個位於美國阿拉巴馬州艾斯康比亞縣的非建制地區。該地的面積和人口皆未知。

## 地理
弗里曼維爾的座標為31°04′19″N 87°31′15″W / 31.07194°N 87.52083°W，而該地最高點為海拔高度88米（即289英尺）。